# Jevgenij Mihajlovič Lifšic
Jevgenij Mihajlovič Lifšic [jevgénij mihájlovič lífšic] (rusko Евге́ний Миха́йлович Ли́фшиц), ruski fizik, * 21. februar 1915, Harkov, Rusija, (sedaj Ukrajina), † 29. oktober 1985, Moskva, Sovjetska zveza (sedaj Rusija).
Tudi njegov brat Ilja (1917–1982) je bil fizik.
Lifšic je leta 1933 diplomiral na Inštitutu za mehaniko in strojništvo v Harkovu. Med letoma 1933 in 1938 je delal na Fizikalno tehniškem inštitutu Akademije znanosti Ukrajinske sovjetske republike v Harkovu, leta pa na Inštitutu fizikalnih problemov Akademije znanosti Sovjetske zveze. Ukvarjal se je s feromagnetizmom, s teorijo molekularnih sil, z relativnostno kozmologijo.
Skupaj z Landauom je napisal zelo znan klasični osnovni fizikalni učbenik v več delih, neuradno poimenovan Landafšic (Ландафшиц).